# Per-Arne Berglund
Per-Arne Berglund (ur. 20 stycznia 1927 w Örebro, zm. 6 stycznia 2002 tamże) – szwedzki lekkoatleta specjalizujący się w rzucie oszczepem.

## Życiorys
Wicemistrz Europy z Brukseli (1950) – uzyskał wynik 70,06 m i przegrał z reprezentantem Finlandii Toivo Hyytiäinenem. Dwukrotny uczestnik igrzysk olimpijskich – Londyn 1948 i Helsinki 1952 (w obu przypadkach plasował się na 10 pozycji). Rekordzista Szwecji w rzucie oszczepem - wynik 75,25 m przetrwał od roku 1951 do 1954.